# Station Pont-d'Ardres
Station Pont-d'Ardres is een spoorwegstation in de Franse gemeente Ardres. Het station bevindt zich in het noorden van de gemeente, in het gehucht Pont d'Ardres, en ligt langs de spoorlijn tussen Rijsel en Calais.